# WTA-toernooi van Marbella
Het WTA-toernooi van Marbella is een jaarlijks terugkerend tennistoernooi voor vrouwen dat wordt georganiseerd in de Spaanse badplaats Marbella. De officiële naam van het toernooi was tot en met 2011 de Andalucia Tennis Experience.
De WTA organiseert het toernooi dat tot en met 2011 in de categorie International viel en wordt gespeeld op gravel. De eerste editie werd in 2009 gehouden.
De voor 2012 geplande editie werd afgelast. In 2013 stond het toernooi niet meer op de WTA-kalender.
In 2022 werd het toernooi hervat, in de categorie WTA 125, met de officiële naam Andalucia Open.

## Finales

### Enkelspel
| Datum      | Naam                        | Cat.          | ($)           | Ondergrond     | Winnares           | Verliezend finaliste | Uitslag       |               |
| ---------- | --------------------------- | ------------- | ------------- | -------------- | ------------------ | -------------------- | ------------- | ------------- |
| 2009-04-06 | Andalucia Tennis Experience | International | 500.000       | gravel, buiten | Jelena Janković    | Carla Suárez Navarro | 6-3, 3-6, 6-3 | details       |
| 2010-04-11 | Andalucia Tennis Experience | International | 220.000       | gravel, buiten | Flavia Pennetta    | Carla Suárez Navarro | 6-2, 4-6, 6-3 | details       |
| 2011-04-10 | Andalucia Tennis Experience | International | 220.000       | gravel, buiten | Viktoryja Azarenka | Irina-Camelia Begu   | 6-3, 6-2      | details       |
| 2012–2021  | geen toernooi               | geen toernooi | geen toernooi | geen toernooi  | geen toernooi      | geen toernooi        | geen toernooi | geen toernooi |
| 2022-03-28 | Andalucia Open              | WTA 125       | 115.000       | gravel, buiten | Mayar Sherif       | Tamara Korpatsch     | 7-6, 6-4      | details       |

### Dubbelspel
| Datum      | Naam                        | Cat.          | ($)           | Ondergrond     | Winnaressen                                   | Verliezend finalistes                          | Uitslag          |               |
| ---------- | --------------------------- | ------------- | ------------- | -------------- | --------------------------------------------- | ---------------------------------------------- | ---------------- | ------------- |
| 2009-04-06 | Andalucia Tennis Experience | International | 500.000       | gravel, buiten | Klaudia Jans Alicja Rosolska                  | Anabel Medina Garrigues Virginia Ruano Pascual | 6-3, 6-3         | details       |
| 2010-04-11 | Andalucia Tennis Experience | International | 220.000       | gravel, buiten | Sara Errani Roberta Vinci                     | Maria Kondratjeva Jaroslava Sjvedova           | 6-4, 6-2         | details       |
| 2011-04-10 | Andalucia Tennis Experience | International | 220.000       | gravel, buiten | Nuria Llagostera Vives Arantxa Parra Santonja | Sara Errani Roberta Vinci                      | 3-6, 6-4, [10-5] | details       |
| 2012–2021  | geen toernooi               | geen toernooi | geen toernooi | geen toernooi  | geen toernooi                                 | geen toernooi                                  | geen toernooi    | geen toernooi |
| 2022-03-28 | Andalucia Open              | WTA 125       | 115.000       | gravel, buiten | Irina Maria Bara Ekaterine Gorgodze           | Vivian Heisen Katarzyna Kawa                   | 6-4, 3-6, [10-6] | details       |